# Cnaphalocrocis laticostalis
Cnaphalocrocis laticostalis là một loài bướm đêm trong họ Crambidae.